# Éparchie de Segeneiti
L'éparchie de Segeneiti, aussi appelée diocèse de Segeneiti, est une circonscription catholique de l'Église catholique érythréenne, suffragante de l'archéparchie d'Asmara.
Son siège est la cathédrale Saint-Michel de la ville de Segeneiti (ou Segheneyti), dans la région Debub, en Érythrée.

## Éparchie
L'éparchie catholique de Segeneiti est fondée le 24 février 2012, par détachement de celle d'Asmara.
Elle est une éparchie suffragante de l'archéparchie d'Addis-Abbeba jusqu'à l'érection de l'Église catholique érythréenne le 19 janvier 2015. Elle devient alors suffragante de l'archéparchie d'Asmara.
Son siège est la cathédrale Saint-Michel de la ville de Segeneiti, dans la région Debub, en Érythrée.
En 2022, elle couvre une surface de 29 499 km2, et a la charge des âmes de près de 37 050 fidèles.

## Éparque
Depuis la fondation de l'éparchie, le 24 février 2012, l'éparque de Segeneiti est Fikremariam Hagos Tsalim.